# Privilegio Logudorese

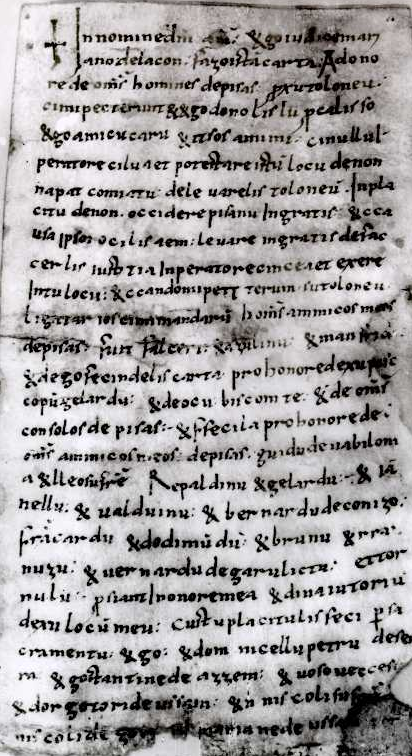
Il manoscritto

Il Privilegio Logudorese, noto anche come la Carta consolare pisana, è uno dei primi testi conosciuti della lingua sarda, redatto nel regno di Torres.
È un privilegio che sanciva l'esenzione da tutti tributi commerciali concesso dal giudice Mariano I di Torres a favore dei mercanti di Pisa detti "carissimi amici", su richiesta del vescovo Gerardo di Pisa, dei consoli e di Ugo Visconti. Il manoscritto è conservato nell'Archivio di Stato di Pisa. Non c'è accordo sulla sua datazione, ma si ipotizza che sia stato scritto nel 1080 circa.
La pergamena si è conservata parzialmente e manca la datazione, tuttavia è stato possibile riportarla a un periodo compreso tra il 1080 e il 1085, per il riferimento al Vescovo Gherardo, che aveva retto la diocesi pisana in quegli anni.

## Testo
In nomine Domini amen. Ego iudice Mariano de Lacon fazo ista carta ad onore de omnes homines de Pisas pro xu toloneu ci mi pecterunt: e ego donolislu pro ca lis so ego amicu caru e itsos a mimi; ci nullu imperatore ci lu aet potestare istu locu de non (n)apat comiatu de leuarelis toloneu in placitu: de non occidere pisanu ingratis: e ccausa ipsoro ci lis aem leuare ingratis, de facerlis iustitia imperatore ci nce aet exere intu locu. E ccando mi petterum su toloneu, ligatorios ci mi mandarun homines ammicos meos de Pisas, fuit Falceri e Azulinu e Manfridi, ed ego fecindelis carta pro honore de xu piscopu Gelardu e de Ocu Biscomte e de omnes consolos de Pisas: e ffecila pro honore de omnes ammicos meos de Pisas; Guido de Uabilonia e lLeo su frate, Repaldinu e Gelardu, e Iannellu, e Ualduinu, e Bernardu de Conizo, Francardu e Dodimundu e Brunu e rRannuzu, e Uernardu de Garulictu e tTornulu, pro siant in onore mea ed in aiutoriu de xu locu meu. Custu placitu lis feci per sacramentu ego e domnicellu Petru de Serra, e Gostantine de Azzem e Uoso Ueccesu e Dorgotori de Ussam e nNiscoli su frate (e n)Niscoli de Zor(i e) Mariane de Ussam (.)